# Sexy Love
「Sexy Love」（セクシー・ラブ）は、T-ARAの日本での5枚目のシングル。2012年11月14日にEMIミュージック・ジャパンから発売された。

## 概要
DVD付きの初回盤AとB、それに通常盤の3形態で発売された。ファヨンが抜け、新メンバーのアルムが加入してからの新生T-ARA第1弾シングル。表題曲は、パントマイムを用いた「ロボットダンス」が特徴。「Bo Peep Bo Peep」「Roly-Poly」「Lovey-Dovey」といったT-ARAのヒット曲を生み出してきたShin Sadong Tigerが手がけた。

## 収録曲
CD
初回盤A
1. Sexy Love (Japanese ver.)
作詞：Shin Sadong Tiger・Choi Kyu-Sung・日本語詞：藤林聖子
作曲・編曲：Shin Sadong Tiger・Choi Kyu-Sung

1. Bye Bye (Japanese ver.)
2. Sexy Love (Inst.)
3. Bye Bye (Inst.)

初回盤B
1. Sexy Love (Japanese ver.)
2. 初めてのように (Japanese ver.)
3. Sexy Love (Inst.)
4. 初めてのように (Inst.)

通常盤
1. Sexy Love (Japanese ver.)
2. DAY BY DAY (Japanese ver.)
作詞：K-smith、キム・テヒョン、アン・ヨンミン、チョ・ヨンス
作曲・編曲：キム・テヒョン、チョ・ヨンス
3. Sexy Love (Inst.)
4. DAY BY DAY (Inst.)

DVD
初回盤A
1. Sexy Love(Japanese ver.) Music Video
2. Sexy Love(Japanese ver.) Music Video Making

初回盤B
1. DAY BY DAY(Japanese ver.) Music Video
2. Sexy Love(Japanese ver.) Dance feature ver.

## 特典
- 一般店舗で予約すると、B2サイズのポスターをプレゼント。
- Webで予約すると、メンバーソロショット生写真をプレゼント。
- 3種形態購入特典として、「Sexy Love(Japanese ver.) Music Video Another ver.」を含んだSpecial DVDをプレゼント。
- さらに、Wチャンスとして、抽選で「メンバーボイス入り目覚まし時計」もしくは「直筆サイン入りポスターパネル」をプレゼント。
- 初回盤A、B、通常盤（初回仕様）のなかに、「Sexy Love プレミアムSHOCASE」応募券を封入。
- 応募券以外にランダムに「メッセージカード手渡し会参加券」を封入。

## 仕様
- 【初回盤A】 CD＋DVD
- 【初回盤B】 CD＋DVD
- 【通常盤(初回仕様)】 CD ピクチャーレーベル仕様
- 【通常盤】 CD